# (37237) 2000 WZ161
2000 WZ161 (asteroide 37237) é um asteroide da cintura principal. Possui uma excentricidade de 0.22999870 e uma inclinação de 12.43773º.
Este asteroide foi descoberto no dia 20 de novembro de 2000 por LONEOS em Anderson Mesa.